# Іпсонас (футбольний клуб)
ФК «Іпсонас» (грец. Ύψωνας FC) — кіпрський футбольний клуб із міста Іпсонас, округ Лімасол. До 14 травня 2019 року назва клубу була Enosi Neon Ypsona-Digenis (грец. Ένωση Νέων Ύψωνα - Διγενής Ύψωνα).

## Історія
Клуб був заснований у 2014 році після злиття двох клубів: «Enosi Neon Ypsona» та «Digenis Akritas Ipsona».
У липні 2022 року російський футбольний блогер Євген Савін купив клуб і став новим власником. Він мав намір об'єднати його з іншим своїм клубом ФК «Красава».